# Dipartimento della giustizia degli Stati Uniti d'America
Il Dipartimento di giustizia degli Stati Uniti d'America (DOJ) (United States Department of Justice) è un Dipartimento federale del Governo degli Stati Uniti d'America responsabile delle politiche giudiziarie negli Stati Uniti. Il dipartimento dispone di altre strutture federali, tra cui il U.S Marshals Service, il Federal Bureau of Investigation, il Bureau of Alcohol, Tobacco, Firearms and Explosives, la Drug Enforcement Administration e il Federal Bureau of Prisons. 
Il dipartimento è diretto dal procuratore generale degli Stati Uniti, che riporta direttamente al presidente degli Stati Uniti ed è un membro del gabinetto del presidente. L'attuale procuratore generale è Pam Bondi, che ha prestato giuramento il 5 febbraio 2025.  
Le azioni principali del DOJ sono indagare e reprimere la criminalità a livello federale, rappresentare il governo degli Stati Uniti in questioni legali (come nei casi dinanzi alla Corte Suprema) e gestire il sistema carcerario federale. Il dipartimento ai sensi del Violent Crime Control and Law Enforcement Act del 1994 è anche responsabile del controllo dell'operatore e della condotta delle forze di polizia statali statunitensi.

## Organizzazione
Il DoJ è strutturato in uffici di staff del procuratore generale, Divisioni, uffici, e agenzie e forze di polizia. 

### Staff
Sono strutture di staff:
- l'Ufficio del Procuratore generale;
- l'Ufficio del Vice procuratore generale;
- l'Ufficio del Procuratore generale associato;
- l'Ufficio dell'Avvocatura generale.

### Divisioni
La struttura dipartimentale, similmente a quanto avviene in Europa, è suddivisa in Divisioni, in numero di 8. Esse sono:
- la Divisione Antitrust;
- la Divisione Civile;
- la Divisione Diritti Civili;
- la Divisione Penale;
- la Divisione Risorse Naturali ed Ambiente (Environment and Natural Resources Division, o ENRD);
- la Divisione Gestione della Giustizia (Justice Management Division, o JMD);
- la Divisione Sicurezza Nazionale (National Security Division, o NSD);
- la Divisione Tributi.

### Polizie e agenzie federali
Vi sono poi varie Forze di polizia federali che dipendono direttamente dal Dipartimento e che hanno competenza sul territorio federale. Esse sono:
- l'Ufficio per Alcolici, Tabacco, Armi da Fuoco ed Esplosivi (Bureau of Alcohol, Tobacco, Firearms and Explosives, o BATFE);
- l'Amministrazione per il Controllo degli Stupefacenti (Drug Enforcement Administration, o DEA);
- l'Ufficio Federale di Indagini (Federal Bureau of Investigation, o FBI);
- l'Ufficio Federale dei Penitenziari (Federal Bureau of Prisons, o BOP). Da questo dipendono:
  - gli Istituti Nazionali di Correzione (National Institute of Corrections);
- il Servizio Marshals degli Stati Uniti (United States Marshals Service, o USMS);
- l'Ufficio degli Ispettori Generali (Office of the Inspector General, o OIG).

### Uffici federali
Sono poi previsti numerosi Uffici, per competenze particolari. Essi sono:
- l'Ufficio esecutivo per il Controllo dell'Immigrazione (Executive Office for Immigration Review, o EOIR);
- l'Ufficio esecutivo per i Procuratori Federali (Executive Office for U.S. Attorneys, o EOUSA);
- l'Ufficio esecutivo per i Trustee Federali (Executive Office of the United States Trustee, o EOUST);
- l'Ufficio Reclutamento e Gestione dei Procuratori (Office of Attorney Recruitment and Management);
- l'Ufficio del Capo Informazioni Ufficiali (Office of the Chief Information Officer);
- l'Ufficio per la Risoluzione delle Controversie (Office of Dispute Resolution);
- l'Ufficio per il Possesso di Trustee Federali (Office of the Federal Detention Trustee, o OFDT);
- l'Ufficio Informazioni e Privacy (Office of Information and Privacy);
- l'Ufficio Valutazione d'Intelligence e Controllo (Office of Intelligence Policy and Review, o OIPR);
- l'Ufficio Relazioni Pubbliche e Intergovernative (Office of Intergovernmental and Public Liaison);
- l'Ufficio per i Programmi di Giustizia (Office of Justice Programs, o OJP). Da tale Ufficio dipendono i seguenti uffici:
  - Ufficio di Assistenza Giudiziaria (Bureau of Justice Assistance);
  - Ufficio Statistiche Giudiziarie (Bureau of Justice Statistics);
  - Ufficio Sviluppo Capacità Comunitarie (Community Capacity Development Office);
  - Istituto Nazionale di Giustizia (National Institute of Justice);
  - Ufficio della Giustizia Minorile e di Prevenzione della Delinquenza (Office of Juvenile Justice and Delinquency Prevention);
  - Ufficio per i Condannati di Reati Sessuali, Cattura, Monitoraggio, Registrazione e Tracciamento (Sex Offender Sentencing, Monitoring, Apprehending, Registering, and Tracking Office, o SMART);
  - Ufficio per le Vittime del Crimine (Office for Victims of Crime);
- l'Ufficio per i Corpi di Polizia e l'Educazione per l'Applicazione della Legge (Office of the Police Corps and Law Enforcement Education);
- l'Ufficio del Consiglio Legale (Office of Legal Counsel, o OLC);
- l'Ufficio di Polizia Legale (Office of Legal Policy, o OLP);
- l'Ufficio per gli Affari Legislativi (Office of Legislative Affairs);
- l'Ufficio per il Difensore (Office of the Ombudsperson);
- l'Ufficio del Procuratore per la Grazia (Office of the Pardon Attorney);
- l'Ufficio per la Responsabilità Professionale (Office of Professional Responsibility, o OPR);
- l'Ufficio per gli Affari Pubblici (Office of Public Affairs);
- l'Ufficio per la Violenza Sessuale e i Reati contro i Minori (Office on Sexual Violence and Crimes against Children);
- l'Ufficio per la Giustizia Tribale (Office of Tribal Justice);
- l'Ufficio per la Violenza contro le Donne (Office on Violence Against Women);
- l'Ufficio Consultivo per la Responsabilità Professionale (Professional Responsibility Advisory Office, o PRAO);
- Procura degli Stati Uniti (United States Attorney);
- Trustee degli Stati Uniti (United States Trustee);
- Ufficio politiche per i servizi comunitari (Office of Community Oriented Policing Services, o COPS);
- Servizio Relazioni Comunitarie (Community Relations Service).